# Avcılar
Avcılar és un districte d'Istanbul, Turquia, situat en la part europea de la ciutat, a la vora del Mar de Màrmara.

## Història
La via de la costa de Màrmara passa per l'entrant que es troba al districte, i va ser un lloc important en èpoques de guerra. Per aquesta raó, quan les forces otomanes van preparar la conquesta de Constantinoble, van decidir poblar la zona de Küçükçekmece amb turcs.
La via des d'Istanbul a Europa va guanyar importància a partir de llavors. Abans de l'intercanvi de població produït entre Turquia i Grècia en fundar-se la República, hi havia 50 famílies gregues a la ciutat, i les seves propietats es van convertir en dipòsit de l'Exèrcit. Actualment no queden restes històriques. L'església es va convertir en el seu moment en una mesquita i en 1977 va ser destruïda per construir-ne una nova. Les fonts i altres ruïnes han desaparegut. Queden algunes restes d'arquitectura otomana, inclòs un pavelló de cacera que va pertànyer al sultà (el nom Avcılar significa "caçadors" en turc), i algunes granges tradicionals.

## Avcılar en l'actualitat
Fins a la segona meitat del segle xx, Avcılar era un poble costaner amb grans extensions de camp obert. Tanmateix, des dels anys 1980, ha crescut de manera rellevant, a causa de l'arribada de gent de tot arreu de Turquia. S'han aixecat nombrosos edificis residencials, sense tenir en compte cap mínim criteri estètic.
També s'ha produït un important desenvolupament industrial al voltant del port i de la carretera que condueix fins a Firuzköy.
Fa anys, la costa d'Avcılar era un lloc de retir per als habitants d'Istanbul; tanmateix, el port d'Ambarli ha contribuït a contaminar la costa i l'autopista cap a Europa té més trànsit que mai.
Els pisos del centre d'Avcılar més propers al mar són cars, donat que la qualitat de vida és millor. El centre d'Avcılar compte amb nombrosos restaurants, un o dos cinemes, una vida nocturna molt activa (amb música tradicional turca) i un centre comercial molt freqüentat, amb carrers per als vianants plens de locals de menjar ràpid nord-americà i estrets carrerons amb petites botigues i cafeteries.

## Universitat d'Istanbul
La Universitat d'Istanbul compta amb un campus a Avcılar, on es troben les facultats d'enginyeria. La presència del campus ha ajudat l'economia del districte.

## Sismes
Una falla sísmica recorre la costa de la Mármara, i Avcılar es troba en un terreny sorrenc sobre aquesta falla. Aquest fet, i que els edificis són alts i construïts amb materials barats, va ser determinant durant el terratrèmol que es va produir a la zona en 1999. Els edificis fets malbé van ser reconstruïts, encara que es tem que un possible terratrèmol proper a Istanbul podria causar força estralls al districte.

## Mahalleler
Ambarlı  ·  Cihangir  ·  Denizköşkler  ·  Firuzköy  ·  Gümüşpala  ·  Merkez  ·  Mustafakemalpaşa  ·  Tahtakale  ·  Üniversite  ·  Yeşilkent